# جف هاردینگ (هاکی روی یخ)
جفری جیمز هاردینگ (متولد ۶ آوریل ۱۹۶۹) یک وینگر راست هاکی روی یخ حرفه ای بازنشسته کانادایی است که در لیگ ملی هاکی (NHL) برای فیلادلفیا فلایرز (به‌انگلیسی:Philadelphia Flyers) بازی می کرد .

## بیوگرافی
بومی تورنتو ، انتاریو کانادا پیش از انتخاب سی امین دوره (دور دوم) توسط فیلادلفیا فلایرز در ذخیره ۱۹۸۷میلادی تیم ملی کانادا بود.